# Jerry Stackhouse
Jerry Darnell Stackhouse (Kinston, 5 novembre 1974) è un ex cestista e allenatore di pallacanestro statunitense.
Soprannominato Stack, giocò dal 1995 al 2013 per sette squadre, indossando la maglia nº 42 (tranne che nell'annata ai Milwaukee Bucks) in onore di Jackie Robinson, il suo atleta preferito.
Per quattro volte cantò l'inno nazionale americano nel tradizionale pre-partita (due quando militava nei Dallas Mavericks, una con i Bucks e l'ultima con i Brooklyn Nets).

## Carriera

### Il college e i primi due anni in NBA
Stackhouse frequenta il college a North Carolina University e si dichiara eleggibile per il draft del 1995. Viene chiamato come terza scelta assoluta da parte dei Philadelphia 76ers. Il suo primo anno a Philadelphia è positivo dal punto di vista individuale, dato che chiude con 19 punti, quasi 4 rimbalzi e  quasi 4 assist di media a partita. I risultati di squadra sono però disastrosi; i 76ers vincono solo 18 partite.
Nel draft del 1996 Philadelphia ha la prima scelta assoluta che corrisponde al nome di Allen Iverson. Iverson è destinato a diventare la stella della squadra e Stackhouse la sua spalla. Il primo anno è positivo, nonostante le vittorie siano solo 22. Nella stagione 1997-98 si siede sulla panchina dei 76ers Larry Brown, che imposta la squadra soprattutto su Iverson. Stackhouse comincia a non trovarsi bene a Philadelphia, e in più sorgono dei dissidi tra le due stelle della squadra a causa degli scontri tra i gruppi di persone (dette posse) che li accompagnano.

### L'approdo a Detroit
Nel dicembre del 1997, dopo 22 partite, viene scambiato ai Detroit Pistons per Theo Ratliff e Aaron McKie. A Detroit Stackhouse trova una squadra che è quasi esclusivamente nelle mani di Grant Hill, il quale però in quella stagione è un po' in calo. La leggera flessione di Hill coincide con quella della squadra, che dopo due anni consecutivi manca l'accesso ai play-off. L'anno dopo invece i Pistons arrivano nella postseason, perdendo al primo turno contro gli Atlanta Hawks. L'anno dopo la coppia Hill-Stackhouse trova il giusto spazio di coesistenza in attacco e Hill si attesta sui 25 punti di media a partita, mentre Stackhouse sui 23. Sembra che le prospettive della coppia siano positive, ma nell'estate Hill decide di cambiare aria, trasferendosi agli Orlando Magic. Stackhouse resta l'unico grande realizzatore dei Pistons, e nella stagione 2000-01 segna ben 29,8 punti a partita: è il secondo miglior realizzatore dell'anno dietro ad Allen Iverson (media 31,1) e 1º per punti segnati (2 380). La squadra però non lo segue e Detroit manca l'accesso ai play-off. Con l'approdo in panchina l'anno dopo di Rick Carlisle, i Pistons cambiano modo di giocare, Stackhouse coinvolge maggiormente i compagni in attacco e i risultati si vedono, dato che i Pistons vincono 50 partite, raggiungono i play-off e vincono il primo turno contro i Toronto Raptors. Al secondo turno perdono però dai Boston Celtics della coppia Walker-Pierce.

### Lo scambio a Washington
Nonostante gli ottimi risultati raggiunti, la dirigenza dei Pistons decide di cedere Stackhouse. Jerry approda così ai Washington Wizards in cambio di Richard Hamilton, Bobby Simmons e Hubert Davis. I Wizards lo hanno acquistato per avere un giocatore più esperto di Hamilton per fare da spalla a Michael Jordan, nel suo ultimo anno di carriera NBA. Stackhouse dopo le esperienze con Iverson e Hill si ritrova ancora a fare la spalla di un altro giocatore. La stagione è molto al di sotto delle aspettative, tanto che i Wizards restano fuori dai play-off. L'anno dopo Stackhouse dovrebbe diventare la stella della squadra, a causa del ritiro di Jordan. Un grave infortunio lo porta però a giocare soltanto 26 partite, fatto che comporta ancora l'esclusione di Washington dalla post season.

### Il nuovo ruolo a Dallas

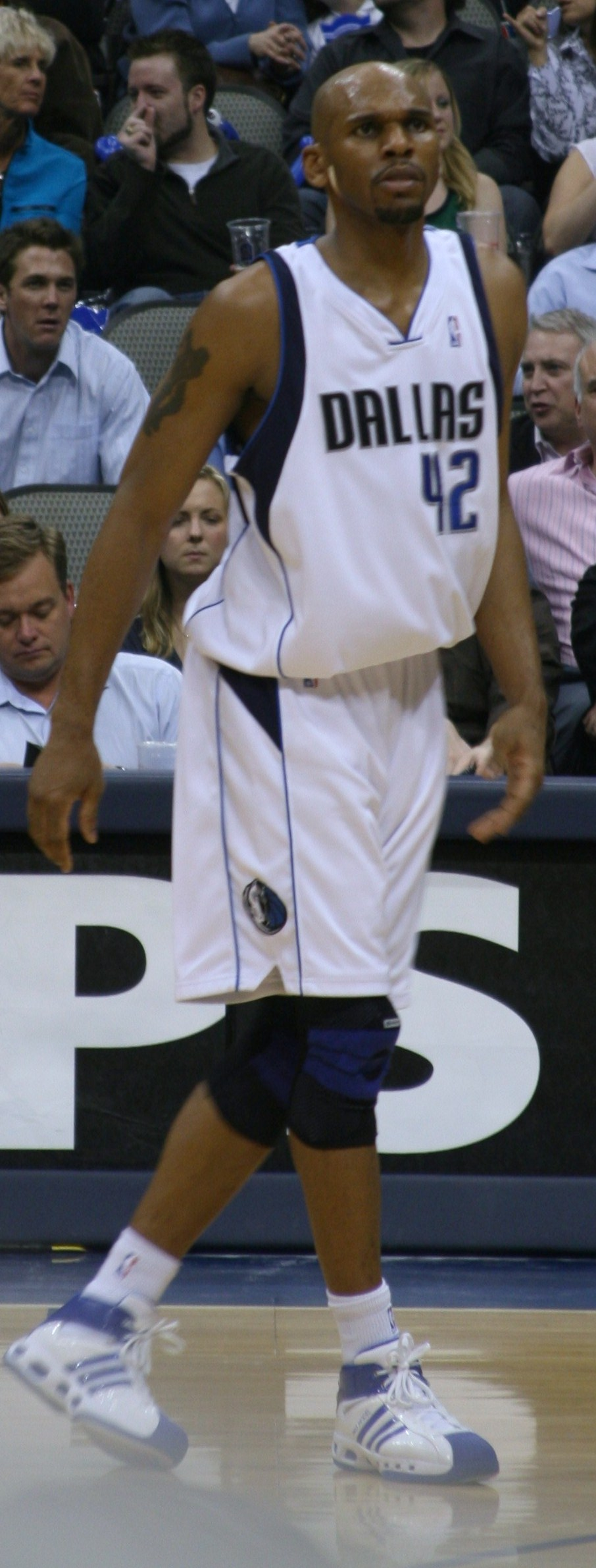
Stackhouse ai Dallas Mavericks nel 2008

Nell'estate del 2004 Stackhouse viene inserito in uno scambio che lo porta ai Dallas Mavericks insieme a Christian Laettner e Devin Harris per Antawn Jamison. A causa dell'infortunio Stackhouse non è più il giocatore dei primi anni di carriera; per questo motivo e per l'elevato tasso di talento presente nei Mavs, Jerry per la prima volta in carriera parte dalla panchina. La stagione si rivela comunque positiva e Stackhouse con quasi 15 punti di media diventa uno dei migliori sesti uomini dell'NBA. Nei play-off i Mavs dopo aver eliminato in una difficile serie gli Houston Rockets in 7 partite devono però arrendersi ai Phoenix Suns. Nel 2008-09 gioca solo 10 partite per problemi di infortuni, oltre che per le scelte dell'allenatore. L'8 luglio 2009 viene inserito in una grossa trade che lo porta ai Memphis Grizzlies, che però lo tagliano immediatamente.

### Ritorno nella NBA e ultimi anni
Dopo circa sei mesi di inattività, il 17 gennaio 2010 Stackhouse viene messo sotto contratto fino al termine della stagione da parte dei Milwaukee Bucks, bisognose di una guardia dopo il grave infortunio occorso alla loro guardia titolare Michael Redd, fuori per tutto il 2010.
Successivamente, i Bucks tramite una trade ingaggiano un'altra guardia, John Salmons, per schierarla stabilmente in quintetto base: Stackhouse torna a ricoprire il ruolo avuto ai tempi di Dallas, ossia di primo rincalzo e realizzatore di punti dalla panchina. Dopo una buona stagione, scaduto il contratto con i Bucks, Jerry si ritrova senza squadra. Ma, ancora grazie ad un infortunio altrui, a 36 anni Stackhouse trova un nuovo contratto e l'occasione della vita: a causa dell'indisponibilità di Mike Miller fino a gennaio, il 23 ottobre 2010 viene ingaggiato dai Miami Heat del trio James-Wade-Bosh. Esattamente un mese dopo, però, per uno scherzo del destino è ancora un infortunio a togliergli quanto gli aveva restituito: gli Heat si trovano costretti a cercare un lungo per sopperire alla lunga assenza di Udonis Haslem, e tagliano Stack per mettere sotto contratto Erick Dampier. Rimane fermo per il resto della stagione; dopo un anno di inattività, il 9 dicembre 2011 sigla un accordo annuale con gli Atlanta Hawks. Scaduto il contratto con gli Hawks, firma per i Brooklyn Nets con i quali disputa la sua ultima stagione da professionista, annunciando il ritiro ad annata conclusa.
È stato vegetariano, ma da qualche tempo è tornato a mangiare carne.

## Statistiche

### NCAA
| Anno      | Squadra             | PG | PT | MP   | TC%  | 3P%  | TL%  | RP  | AP  | PRP | SP  | PP   |
| --------- | ------------------- | -- | -- | ---- | ---- | ---- | ---- | --- | --- | --- | --- | ---- |
| 1993-1994 | N. Carol. Tar Heels | 35 | 1  | 21,0 | 46,6 | 10,0 | 73,2 | 5,0 | 2,0 | 1,2 | 0,5 | 12,2 |
| 1994-1995 | N. Carol. Tar Heels | 34 | 33 | 34,4 | 51,7 | 41,1 | 71,2 | 8,2 | 2,7 | 1,5 | 1,7 | 19,2 |
| Carriera  | Carriera            | 69 | 34 | 27,6 | 49,6 | 35,5 | 72,0 | 6,6 | 2,3 | 1,3 | 1,1 | 15,7 |

### NBA

#### Regular season
| Anno      | Squadra            | PG  | PT  | MP   | TC%  | 3P%  | TL%  | RP  | AP  | PRP | SP  | PP   |
| --------- | ------------------ | --- | --- | ---- | ---- | ---- | ---- | --- | --- | --- | --- | ---- |
| 1995-1996 | Philadelphia 76ers | 72  | 71  | 37,5 | 41,4 | 31,8 | 74,7 | 3,7 | 3,9 | 1,1 | 1,1 | 19,2 |
| 1996-1997 | Philadelphia 76ers | 81  | 81  | 39,1 | 40,7 | 29,8 | 76,6 | 4,2 | 3,1 | 1,1 | 0,8 | 20,7 |
| 1997-1998 | Philadelphia 76ers | 22  | 22  | 34,0 | 45,2 | 34,8 | 80,2 | 3,5 | 3,0 | 1,4 | 1,0 | 16,0 |
| 1997-1998 | Detroit Pistons    | 57  | 15  | 31,5 | 42,8 | 20,8 | 78,2 | 3,3 | 3,1 | 1,0 | 0,7 | 15,7 |
| 1998-1999 | Detroit Pistons    | 42  | 9   | 28,3 | 37,1 | 27,8 | 85,0 | 2,5 | 2,8 | 0,8 | 0,5 | 14,5 |
| 1999-2000 | Detroit Pistons    | 82  | 82  | 38,4 | 42,8 | 28,8 | 81,5 | 3,8 | 4,5 | 1,3 | 0,4 | 23,6 |
| 2000-2001 | Detroit Pistons    | 80  | 80  | 40,2 | 40,2 | 35,1 | 82,2 | 3,9 | 5,1 | 1,2 | 0,7 | 29,8 |
| 2001-2002 | Detroit Pistons    | 76  | 76  | 35,3 | 39,7 | 28,7 | 85,8 | 4,1 | 5,3 | 1,0 | 0,5 | 21,4 |
| 2002-2003 | Wash. Wizards      | 70  | 70  | 39,2 | 40,9 | 29,0 | 87,8 | 3,7 | 4,5 | 0,9 | 0,4 | 21,5 |
| 2003-2004 | Wash. Wizards      | 26  | 17  | 29,8 | 39,9 | 35,4 | 80,6 | 3,6 | 4,0 | 0,9 | 0,1 | 13,9 |
| 2004-2005 | Dallas Mavericks   | 56  | 7   | 28,9 | 41,4 | 26,7 | 84,9 | 3,3 | 2,3 | 0,9 | 0,2 | 14,9 |
| 2005-2006 | Dallas Mavericks   | 55  | 11  | 27,7 | 40,1 | 27,7 | 88,2 | 2,8 | 2,9 | 0,7 | 0,2 | 13,0 |
| 2006-2007 | Dallas Mavericks   | 67  | 8   | 24,1 | 42,8 | 38,3 | 84,7 | 2,2 | 2,8 | 0,8 | 0,1 | 12,0 |
| 2007-2008 | Dallas Mavericks   | 58  | 13  | 24,3 | 40,5 | 32,6 | 89,2 | 2,3 | 2,5 | 0,5 | 0,2 | 10,7 |
| 2008-2009 | Dallas Mavericks   | 10  | 1   | 16,2 | 26,7 | 15,8 | 100  | 1,7 | 1,2 | 0,4 | 0,1 | 4,2  |
| 2009-2010 | Milwaukee Bucks    | 42  | 0   | 20,4 | 40,8 | 34,6 | 79,7 | 2,4 | 1,7 | 0,5 | 0,2 | 8,5  |
| 2010-2011 | Miami Heat         | 7   | 1   | 7,1  | 25,0 | 25,0 | 71,4 | 1,0 | 0,4 | 0,0 | 0,3 | 1,7  |
| 2011-2012 | Atlanta Hawks      | 30  | 0   | 9,1  | 37,0 | 34,2 | 91,3 | 0,8 | 0,5 | 0,3 | 0,1 | 3,6  |
| 2012-2013 | Brooklyn Nets      | 37  | 0   | 14,7 | 38,4 | 33,7 | 87,0 | 0,9 | 0,9 | 0,2 | 0,1 | 4,9  |
| Carriera  | Carriera           | 970 | 564 | 31,2 | 40,9 | 30,9 | 82,2 | 3,2 | 3,3 | 0,9 | 0,5 | 16,9 |
| All-Star  | All-Star           | 2   | 0   | 14,5 | 46,7 | 100  | 0,0  | 1,5 | 2,0 | 0,0 | 0,0 | 7,5  |

#### Play-off
| Anno     | Squadra          | PG | PT | MP   | TC%  | 3P%  | TL%  | RP  | AP  | PRP | SP  | PP   |
| -------- | ---------------- | -- | -- | ---- | ---- | ---- | ---- | --- | --- | --- | --- | ---- |
| 1999     | Detroit Pistons  | 5  | 0  | 24,8 | 39,1 | 25,0 | 85,7 | 1,6 | 1,2 | 0,4 | 0,2 | 10,0 |
| 2000     | Detroit Pistons  | 3  | 3  | 40,0 | 40,7 | 42,9 | 74,2 | 4,0 | 3,3 | 0,7 | 0,0 | 24,7 |
| 2002     | Detroit Pistons  | 10 | 10 | 36,1 | 32,1 | 34,0 | 82,5 | 4,3 | 4,3 | 0,6 | 0,6 | 17,6 |
| 2005     | Dallas Mavericks | 13 | 0  | 31,0 | 38,6 | 40,0 | 86,4 | 4,1 | 2,3 | 0,6 | 0,2 | 16,1 |
| 2006     | Dallas Mavericks | 22 | 1  | 32,3 | 40,2 | 33,8 | 78,4 | 2,8 | 2,5 | 0,5 | 0,3 | 13,7 |
| 2007     | Dallas Mavericks | 6  | 0  | 28,2 | 34,8 | 35,5 | 87,9 | 3,7 | 2,5 | 0,7 | 0,2 | 14,3 |
| 2008     | Dallas Mavericks | 5  | 2  | 20,4 | 31,6 | 16,7 | 100  | 3,2 | 1,2 | 0,2 | 0,0 | 6,2  |
| 2010     | Milwaukee Bucks  | 7  | 0  | 20,6 | 32,6 | 33,3 | 90,0 | 1,7 | 1,1 | 0,7 | 0,1 | 7,3  |
| 2013     | Brooklyn Nets    | 4  | 0  | 7,0  | 10,0 | 0,0  | 75,0 | 1,0 | 0,0 | 0,0 | 0,0 | 1,3  |
| Carriera | Carriera         | 75 | 16 | 28,8 | 36,9 | 33,2 | 82,9 | 3,1 | 2,3 | 0,5 | 0,2 | 13,1 |

## Palmarès

### Giocatore
- McDonald's All-American Game (1993)
- NCAA AP All-America First Team (1995)
- NBA All-Rookie First Team (1996)
- 2 volte NBA All-Star (2000, 2001)

### Allenatore
- Campione NBA D-League (2017)
- Dennis Johnson Coach of the Year Award (2017)